# Ajaigarh
Ajaigarh fou un principat de l'Índia a l'agència del Bundelkhand dins l'agència de l'Índia Central. Limita al nord amb el principat de Charkhari i el districte de Banda; al sud i est amb el principat de Panna; i a l'oest amb el de Chhatarpur. La capital Ajaigarh està a 30 km de Kalinjar, però el sobirà residia a Naushahr, un poble ben construït a la vora del turó (a 415 metres, el turó mesura un 550 metres) al nord del fort.

## Geografia
La superfície és de 2012 km² i inclou 321 pobles amb una població el 1881 de 81.454 habitants, de 93.048 habitants el 1891 i de 78.236 el 1901. Està format per dues parts separades, una a l'entorn de la ciutat d'Ajaigarh i l'altra a l'entorn de Maihar. El riu principal és el Ken amb el seu afluent el Bairma.

## Exèrcit
L'exèrcit del principat era de 150 homes de cavalleria, 100 d'infanteria i 50 artillers amb 15 canons.

## Història
Els seus governants són bundeles rajputs descendents del cap bundela Chhatarsal, fundador de Panna que el 1731 va dividir els seus dominis pels seus fills i Jagat Raj, el tercer fill, va rebre Ajaigarh; el seu fill i successor Pahar Singh va lluitar contra els seus nebots Khuman Singh i Guman Singh i finalment es va arribar a un acord pel qual Guman va rebre el districte de Banda incloent el fort d'Ajaigarh (1765); Bakht Singh, nebot de Guman Singh, sobirà de Banda, fou expulsat d'Ajaigarh el 1792 per Ali Bahadur, i va quedar reduït a extrema pobresa i a viure de la caritat del conqueridor. El 1803, al prendre possessió els britànics li van concedir una pensió de 30000 rúpies a l'any mentre no se li assignés un territori; el 1807 un decret li va concedir les parganes de Pawai i Kotra.
En aquest moment Ajaigarh estava en mans de Lakhman Daowa (turbulent cap de bandits que l'havia aconseguit subornant al governador) el qual finalment va pactar amb els britànics; aquestos li van oferir romandre per dos anys com a senyor d'Ajaigarh pagant un tribut de 4000 rúpies, però Lakhman no ho va acceptar i el 1809 el coronel Martindell va ocupar Ajaigarh, i els seus territoris incloent el fort d'Ajaigarh, foren entregats en gran part a Bakht Singh; les possessions del nou estat d'Ajaigarh van ser definides per un sanad de 1812. Bakht va morir el 21 de juny de 1837 i el va succeir el seu fill Madho Singh, que va morir el 1849, passant el tron al seu germà Mahipat Singh. Aquest va morir el 22 de juny de 1853 i el va succeir el seu fill Bijai Singh que va morir el 12 de setembre de 1855. Com que no hi havia hereus directes l'estat havia de retornar als britànics i mentre l'afer s'estudiava va esclatar la rebel·lió de 1857.
Per l'ajut als britànics per part la reina mare, el principat fou cedit a un germà bastard de Bijai Singh, Ranjor Singh, el 1859; el 1862 va rebre el tradicional sanad d'adopció i el 1877 el títol de maharajà sawai i salutació d'onze canonades; el 1866-1867 va patir una severa fam. Va morir el 7 de juny de 1919 i el va succeir el seu fill gran Bhopal Singh i a aquest, a la seva mort el 1942, el seu fill Punya Pratap Singh. L'1 de gener de 1950 l'estat va quedar integrat dins l'Índia.

## Llista de sobirans
- Jagat Singh 1731-?
- Pahar Singh ?-1765
- Guman Singh 1765-1792
- Bakht Singh 1792
- Ali Bahadur 1792-1802
- Shamsher Bahadur 1802-1804
- Lakhman Daowa 1804-1809
- Bakht Singh 1809-1837
- Madho Singh 1837-1849
- Mahipat Singh 1849-1853
- Bijai Singh 1853-1855
- Interregne 1855-1859
- Ranjor Singh 1859-1919
- Bhopal Singh 1919-1942
- Punya Pratap Singh 1942-1950 (+1958)

## Escut i Bandera
L'escut està partit en cremallera de gules sobre sinople, amb pal central daurat, carregat amb gotes de gules. Al damunt elm de plata amb llambrequins vermells i vers; sobre l'elm una ocell de plata sobre una rama (variant: una torre); l'escut està aguantat per un tigre i un cérvol en colors naturals (els corns del cérvol negres), descansant sobre una decoració daurada que aguanta també una cinta porpra, on està escrit el lema de l'estat en plata: "Ramdhir ajay wir"
La bandera d'estat és un doble banderí porpra el de dalt més petit que el de sota, i que s'ajunten al pal; al banderí de dalt un hanuman blanc portant una muntanya a la mà dreta i una massa a l'esquerra; al banderí inferior un sol daurat en esplendor proper al pal, amb les inicials del sobirà al seu interior en negre. La part posterior de la bandera és diferent: el mateix color i disposició però a la part de dalt sense res i a la part inferior una flor de sis fulles propera al pal, i més cap al vol (aproximadament al centre del banderí) una mitja lluna daurada amb les puntes cap amunt. Es coneix la bandera amb les inicials en lletres sànscrites i llatines.
La bandera reial, datada el 1877, és un banderí penjat vertical i amb la part inferior semi arrodonida, de color groc amb serrell vermell i l'escut a tot color al centre. La part posterior és groga amb un segon escut emmarcat al centre amb el marc (probablement de plata) ple de flors blanques i fulles verdes, i dins l'escut un cercle emmarcat amb el marc (també de plata) igualment amb flors i fulles, i dins del cercle una inscripció en lletres sànscrites.